# Hoornbloemkustmot
De hoornbloemkustmot (Caryocolum alsinella) is een vlinder uit de familie tastermotten (Gelechiidae). De wetenschappelijke naam is gepubliceerd in 1868 door Zeller. De soort komt voor in Europa.

## Kenmerken
De larven hebben een geel of lichtgroen lichaam en een zwarte kop.
De lengte van de voorvleugels is 4-5 mm. De voorvleugels zijn bruin, wit gespikkeld, vooral over een vijfde en het midden. Er zijn onduidelijke zwarte markeringen. De soort vliegt van eind juni tot eind september. 

## Levenswijze
De larven voeden zich met Arenaria montana, Cerastium arvense, Cerastium diffusum, Cerastium fontanum, Cerastium semidecandrum, Minuartia verna, Moehringia en Stellaria. Jonge larven mineren de bladeren van hun waardplant. Later voeden de larven zich met jonge scheuten, bloemen en zaadcapsules die samen worden gesponnen. 